# 金川纱耶
金川紗耶（日语：／ Kanagawa Saya */?，2001年10月31日—）是日本偶像藝人，為女子偶像團體乃木坂46成員，北海道札幌市出身。同時是時尚雜誌《Ray》專屬模特兒。2018年以乃木坂46四期生身分出道。

## 經歷
中學三年級時，開始喜歡偶像。高中時因為憧憬偶像而加入舞蹈社。
金川考慮高中畢業後從事醫療助理的相關工作，但沒有明確的未來目標。那時，母親與妹妹推薦她參加坂道共同徵選。
2018年8月19日，金川通過坂道共同徵選，11月29日，獲分配進乃木坂46。12月2日，運營公佈其個人簡介。12月3日，在日本武道館舉辦的「乃木坂46 4期生見面會」中首次公開亮相。
2019年5月7日，乃木坂46四期生部落格開設。以每日1名成員的方式輪流撰寫，金川於5月10日開始，每隔12天撰寫一篇部落格。10月7日，開始主持其首個常規電台節目《IMAREAL 乃木坂46 金川紗耶的IMARECORD！》。
2020年2月29日，金川於國立代代木競技場第一體育館舉行的「Mynavi presents 第30回 Tokyo Girls Collection 2020 SPRING／SUMMER」中，在從未擠身選拔的情況下擔任模特兒，是首位從未擠身選拔便在該活動成為模特兒的乃木坂46成員。3月，從高中畢業。4月11日，開始擔任北海道文化放送播出的資訊節目《出發！大家的電視台》的常規主持。4月14日，成為時尚雜誌《Ray》的專屬模特兒，也是首位擔任雜誌專屬模特兒的四期生，並於4月23日發售的6月號登場。4月27日，金川的個人官方部落格於乃木坂46官方網站正式開通。
2021年3月26日，被《週刊文春》报道与傑尼斯事務所的男子偶像組合Jr.SP成員林蓮音在横滨约会。3月28日，於官方部落格上謝罪，並表示兩人只是朋友。4月2日，於常規主持的電台節目中再次謝罪。
2022年8月4日，首次於札幌巨蛋舉辦的日本職棒比賽（福岡軟銀鷹VS北海道日本火腿鬥士）擔任開球儀式的投手。8月31日發行的乃木坂46第30張單曲《喜歡是件搖滾的事！》中首次進入選拔。10月31日，在21歲生日當天，開設個人Instagram帳號。12月7日發行的乃木坂46第31張單曲《不存在於此的事物》中首次獲選為福神。12月23日發售的雜誌《Up To Boy》，為金川首次單獨擔任雜誌封面人物。
2023年6月22日，首次單獨登上時尚雜誌《Ray》封面。7月，因身體不適而缺席「盛夏的全國巡演」的部分場次。10月12日至29日，首次單獨出演舞台劇。10月31日，官方宣布金川因持續的身體不適需要恢復而暫停乃木坂46的活動。同日，金川亦在部落格上表示暫停活動，但其部落格仍有更新。
2024年1月10日，在個人部落格中宣布正式回歸乃木坂46的活動。
2025年7月30日發行的乃木坂46第30張單曲《Same numbers》的Under曲《不道德的夏天》中首次擔任Center。

## 人物
金川的暱稱是Saya（さや）和Yan-chan（やんちゃん），而Yan-chan（やんちゃん）一名的緣由來自紗耶的「耶」（や）字和「因為她頑皮」（やんちゃっぽいから）的結合。命名者是清宮玲，她取名字最後一個字作為暱稱的想法，是參考了佐藤楓的暱稱「Den醬」（でんちゃん）。她是四姐妹的長女。三個妹妹中，前兩位是雙胞胎，而最小的妹妹和她相差10歲。父親是美容師，會給她一些髮型與化妝的建議。
金川的興趣是彈鋼琴、閱讀漫畫和書以及觀看可愛的小孩，喜愛的食物為未經加工的桃子，喜愛的顏色為熱情的紅色、白色、水色和淺粉紅色，喜愛的體育項目包括籃球、乒乓球和劍玉。
金川參加徵選的理由為「愛上了在《赤腳Summer》裡擔任Center的齋藤飛鳥」。

## 音樂作品
- 標註「★」符號表示該首歌曲有拍攝MV。

### 單曲
乃木坂46
|      | 發行日期       | 單曲名稱              | 參與歌曲名稱        | MV | 備註             |
| ---- | -------------- | --------------------- | ------------------- | -- | ---------------- |
| 23rd | 2019年5月29日  | Sing Out!             | 第四道光芒          | ★  | 出道作品         |
| 24th | 2019年9月4日   | 黎明來臨前無須逞強    | 給圖書館裡的你      | ★  |                  |
| 25th | 2020年3月25日  | 幸福的保護色          | I see...            | ★  |                  |
| 26th | 2021年1月27日  | 我會喜歡上自己的      | Out of the blue     | ★  |                  |
| 27th | 2021年6月9日   | 對不起Fingers crossed | 燙口的洋甘菊茶      |    |                  |
| 28th | 2021年9月22日  | 被你罵了              | 機關槍雨            | ★  |                  |
| 28th | 2021年9月22日  | 被你罵了              | 熟悉的陌生人        |    |                  |
| 29th | 2022年3月23日  | Actually…             | 就算我不明白...     | ★  |                  |
| 29th | 2022年3月23日  | Actually…             | 有價值的東西        | ★  | 新・華之2001年組 |
| 30th | 2022年8月31日  | 喜歡是件搖滾的事！    | 喜歡是件搖滾的事！  | ★  | 選拔             |
| 30th | 2022年8月31日  | 喜歡是件搖滾的事！    | Jumping Joker Flash | ★  |                  |
| 31st | 2022年12月7日  | 不存在於此的事物      | 不存在於此的事物    | ★  | 十一福神         |
| 31st | 2022年12月7日  | 不存在於此的事物      | 錢湯狂想曲          |    |                  |
| 32nd | 2023年3月29日  | 人們終將再度追夢      | 人們終將再度追夢    | ★  | 選拔             |
| 32nd | 2023年3月29日  | 人們終將再度追夢      | 我們的道別          | ★  |                  |
| 32nd | 2023年3月29日  | 人們終將再度追夢      | Never say never     |    | 乃木坂野球部     |
| 33rd | 2023年8月23日  | 獨自一人的天堂        | 獨自一人的天堂      | ★  | 選拔             |
| 33rd | 2023年8月23日  | 獨自一人的天堂        | 某人的肩膀          |    |                  |
| 35th | 2024年4月10日  | 機會平等              | 車道側              | ★  |                  |
| 36th | 2024年8月21日  | 放縱日                | 放縱日              | ★  | 選拔             |
| 37th | 2024年12月11日 | 步道橋                | 步道橋              | ★  | 選拔             |
| 37th | 2024年12月11日 | 步道橋                | 落雪之日再相見吧    |    |                  |
| 38th | 2025年3月26日  | 臍橙                  | 臍橙                | ★  | 選拔             |
| 38th | 2025年3月26日  | 臍橙                  | 懷念之情的前方      | ★  |                  |
| 38th | 2025年3月26日  | 臍橙                  | 吻的剪影            |    |                  |
| 39th | 2025年7月30日  | Same numbers          | 不道德的夏天        | ★  | Center           |

其他
| 發行日期                                    | 單曲名稱       | 參與歌曲名稱 | MV | 備註         |
| ------------------------------------------- | -------------- | ------------ | -- | ------------ |
| 2020年6月17日（日本） 2020年6月24日（海外） | 世界中的鄰居啊 | —            | ★  | 下載限定歌曲 |

### 專輯
乃木坂46
|        | 發行日期       | 專輯名稱         | 參與歌曲名稱 | 備註 |
| ------ | -------------- | ---------------- | ------------ | ---- |
| 4th    | 2019年4月17日  | 直到此刻化成回憶 | 吻的手裏劍   |      |
| 精選輯 | 2021年12月15日 | Time flies       | Hard to say  |      |

## 演出

### 電影
- 幸福這種東西，要了幹嘛（しあわせなんて、なければいいのに。；2024年5月17日，Lemino）：飾演 橙子[48][49]

### 電台節目
- IMAREAL 乃木坂46 金川紗耶的IMARECORD！（2019年10月4日－，FM北海道）- 第1週及第3週常規主持[50]

### 電視節目
- 出發！大家的電視台（2020年4月11日－2021年3月13日，北海道文化放送）[15][51]
- 藝人動畫Tuesday（2021年4月7日－9月29日，東京電視台）- 助理主持[52][53]
- 東京電腦俱樂部 〜編程女子從零開始製作遊戲〜（2022年4月16日－2023年3月25日，BS東視）[54][55]
- Love It！（2022年10月3日－12月26日，TBS電視台）- 星期一常規出演[56]

### 網絡劇
- SAMU的故事（2020年3月20日－28日，dTV（日语：dTV (NTTドコモ)））：飾演 Sumi（スミ）[57]

### 舞台劇
- ドクター皆川～手術成功5秒前～（2023年10月12日－29日，本多劇場）：飾演 冒失鬼護士[58][59]

### 活動
- Tokyo Girls Collection
  - 第30回 Mynavi Tokyo Girls Collection 2020 SPRING／SUMMER（2020年2月29日，國立代代木競技場第一體育館）[60]
  - 第35回 Mynavi Tokyo Girls Collection  2022 AUTUMN／WINTER（2022年9月3日，埼玉超級競技場）[61]
  - TGC KITAKYUSHU 2022 by TOKYO GIRLS COLLECTION（2022年11月19日，西日本綜合展示館 新館）[62]
  - SDGs推進 TGC 靜岡 2023 by TOKYO GIRLS COLLECTION（2023年1月14日，Twin Messe靜岡 北館）[63]
  - 第36回 Mynavi Tokyo Girls Collectio 2023 SPRING／SUMMER（2023年3月4日，國立代代木競技場第一體育館）[64]
  - 第38回 Mynavi Tokyo Girls Collectio 2024 SPRING／SUMMER（2024年3月2日，國立代代木競技場第一體育館）[65]
- GirlsAward
  - Rakuten GirlsAward 2023 SPRING／SUMMER（2023年5月4日，國立代代木競技場第一體育館）[66]
- 福岡軟銀鷹 vs. 北海道日本火腿鬥士 開球儀式（2022年8月4日，札幌巨蛋）[67][68]
- 日本火腿鬥士隊vs.千葉羅德海洋隊 開球儀式（5月30日，ES CON FIELD HOKKAIDO）[69][70]

## 書籍

### 雜誌連載
- Ray（2020年4月14日－，主婦與生活社）- 專屬模特兒[71]

## 外部連結
- 乃木坂46個人介紹頁（日語）
- 金川紗耶 官方部落格 （页面存档备份，存于） - 乃木坂46官方網站（2020年4月27日－）（日語）
- 金川纱耶的Instagram帳戶（2022年10月31日－）（日語）
- 金川 紗耶（乃木坂46）的SHOWROOM專頁（日語）